# Miyi

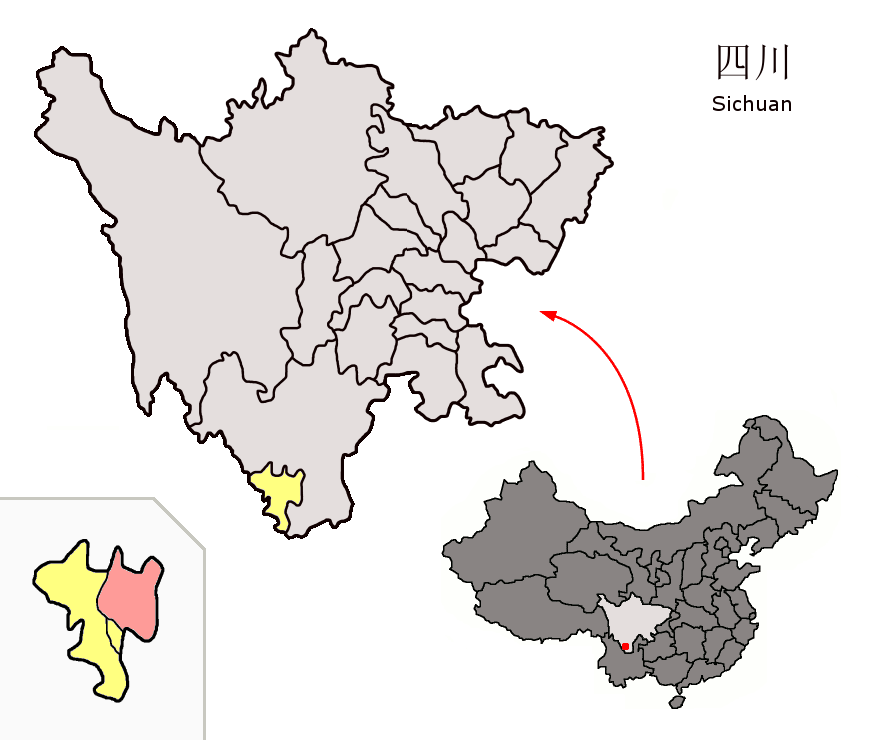
Lage des Kreises Miyi (rosa) in der bezirksfreien Stadt Panzhihua (gelb).

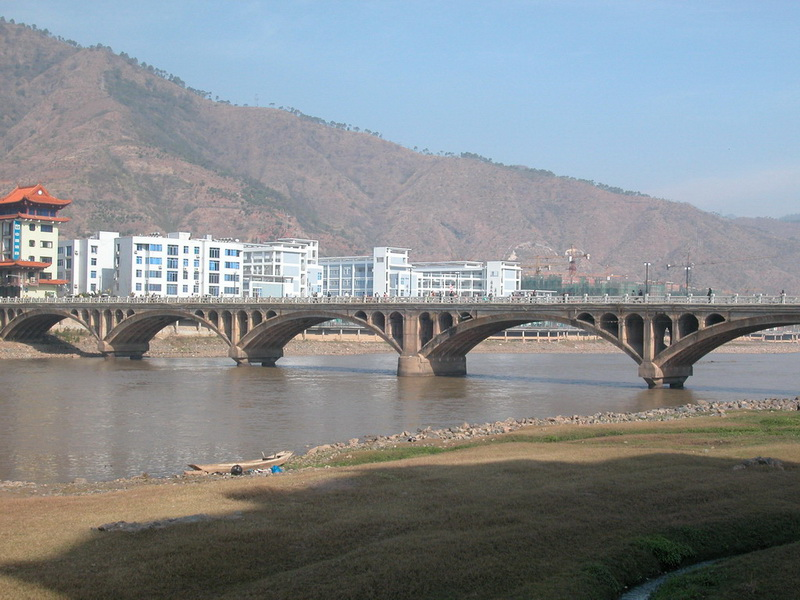
Brücke in Miyi.

Miyi (chinesisch 米易县, Pinyin Mǐyì Xiàn) ist ein Kreis im äußersten Südwesten der südwestchinesischen Provinz Sichuan. Er gehört zum Verwaltungsgebiet der bezirksfreien Stadt Panzhihua. Miyi hat eine Fläche von 2.016 km² und zählt 227.011 Einwohner (Stand: Zensus 2020). Sein Hauptort ist die Großgemeinde Panlian (攀莲镇).

## Administrative Gliederung
Auf Gemeindeebene setzt sich der Kreis aus sieben Großgemeinden und fünf Gemeinden (davon vier Nationalitätengemeinden) zusammen. 